# Кремли
 Кремли  — деревня в Кирово-Чепецком районе Кировской области в составе Мокрецовского сельского поселения.

## География
Расположена на расстоянии примерно 7 км на запад-северо-запад по прямой от центра поселения села Каринка.

## История
Известна с 1678 года как починок Кремлёвской с 3 дворами, в 1764 уже деревня Кремлёвская с 60 жителями. В 1873 году здесь дворов 10 и жителей 94, в 1905 18 и 127, в 1926 20 и 124, в 1950 25 и 76, в 1989 постоянных жителей не учтено.

## Население
Постоянное население составляло 3 человека (русские 100%) в 2002 году, 2 в 2010.